# Jörgen Brink
Per Jörgen Brink (Hudiksvall, 10 marzo 1974) è uno sciatore nordico svedese attivo sia nel biathlon sia nello sci di fondo, specialità nella quale ha colto i maggiori successi.

## Biografia
Originario di Delsbo, in Coppa del Mondo di sci di fondo ha debuttato l'8 gennaio 1995 a Östersund (55°) e ha ottenuto la prima vittoria, nonché primo podio, il 14 marzo 1999 a Falun. Tra il 2007 e il 2009 si è dedicato al biathlon; in Coppa del Mondo di biathlon esordì nel 2007 a Hochfilzen (71°) e ottenne come miglior risultato un quinto posto. Dal 2010 si è dedicato - ottenendo risultati di rilievo, tra i quali tre vittorie nella Vasaloppet - alla Marathon Cup, manifestazione svolta sempre sotto l'egida della FIS, che ricomprende gare di fondo su lunghissime distanze.
In carriera ha preso parte a due edizioni dei Giochi olimpici invernali gareggiando nel fondo, Salt Lake City 2002 (24° nella sprint) e Torino 2006 (51° nella 50 km, 30° nell'inseguimento), e a tre dei Campionati mondiali di sci nordico, vincendo tre medaglie.

## Palmarès

### Sci di fondo

#### Mondiali
- 3 medaglie:
  - 3 bronzi (50 km, inseguimento, staffetta a Val di Fiemme 2003)

#### Coppa del Mondo
- Miglior piazzamento in classifica generale: 3º nel 2003
- 9 podi (5 individuali, 4 a squadre[1]):
  - 3 vittorie (1 individuale, 2 a squadre)
  - 3 secondi posti (2 individuali, 1 a squadre)
  - 3 terzi posti (2 individuali, 1 a squadre)

##### Coppa del Mondo - vittorie
| Data            | Località | Nazione | Spec.                                                               |
| --------------- | -------- | ------- | ------------------------------------------------------------------- |
| 14 marzo 1999   | Falun    | Svezia  | 4x10 km (con Mathias Fredriksson, Anders Bergström e Per Elofsson)  |
| 12 gennaio 2003 | Otepää   | Estonia | 30 km TC MS                                                         |
| 23 marzo 2003   | Falun    | Svezia  | 4x10 km (con Lars Carlsson, Mathias Fredriksson e Anders Södergren) |

Legenda:

TC = tecnica classica

MS = partenza in linea

#### Marathon Cup
- Miglior piazzamento in classifica generale: 3º nel 2012
- 8 podi:
  - 4 vittorie
  - 3 secondi posti
  - 1 terzi posti

##### Marathon Cup - vittorie
| Data             | Gara          | Località | Nazione | Spec.       |
| ---------------- | ------------- | -------- | ------- | ----------- |
| 7 marzo 2010     | Vasaloppet    | Mora     | Svezia  | 90 km TC MS |
| 6 marzo 2011     | Vasaloppet    | Mora     | Svezia  | 90 km TC MS |
| 19 febbraio 2012 | Tartu maraton | Otepää   | Estonia | 63 km TC MS |
| 4 marzo 2012     | Vasaloppet    | Mora     | Svezia  | 90 km TC MS |

Legenda:

TC = tecnica classica

MS = partenza in linea

### Biathlon

#### Coppa del Mondo
- Miglior piazzamento in classifica generale: 69º nel 2009